# Седрік Аміссі
Седрік Аміссі (кір. Cédric Amissi; нар. 20 березня 1990, Бужумбура) — бурундійський футболіст, півзахисник саудівського клубу «Аль-Таавун» і національної збірної Бурунді.

## Клубна кар'єра
У дорослому футболі дебютував 2009 року виступами на батьківщині за команду «Прінс Луї», в якій провів два сезони.
2011 року перебрався до Руанди, де став гравцем «Район Спортс», в якому 2013 року став переможцем місцевої футбольної першості.
Протягом 2014—2016 років був гравцем мозамбіцького клубу «Чібуту», після чого перейшов до португальського «Уніан Мадейра».
Забивши 5 голів у 13 іграх другого португальського дивізіону, перейшов до саудівського «Аль-Таавуна».

## Виступи за збірну
2009 року дебютував в офіційних матчах у складі національної збірної Бурунді.
У складі збірної був учасником першого в її історії великого міжнародного турніру — Кубка африканських націй 2019 року в Єгипті, де виходив на поле в усіх трьох іграх групового етапу, які, щоправда, його команда програла.

## Титули і досягнення
- Володар Королівського кубка Саудівської Аравії (1):

«Ат-Таавун»: 2018-19